# Alma (álbum de Nicki Nicole)
Alma (estilizado todo en mayúscula) es el tercer álbum de estudio de la cantante argentina Nicki Nicole. Fue lanzado el 18 de mayo de 2023 a través de Dale Play Records y Sony Music Latin. El álbum cuenta con las colaboraciones de Milo J, Young Miko, YSY A y Rels B. Alma obtuvo un recibimiento crítico positivo, siendo considerado por la revista Rolling Stone como uno de los 100 mejores álbumes de 2023.
En apoyo al álbum, Nicole inició su gira musical Alma Tour en agosto de 2023, con la cual visitó varios países de América Latina, Europa y América del Norte. En marzo de 2024, publicó el disco en formato vinilo en las tiendas de Argentina. Alma fue nominado a los premios Grammy Latino como mejor álbum de música urbana y recibió cuatro nominaciones a los premios Carlos Gardel en las categorías ingeniería de grabación, mejor álbum de música urbana, mejor diseño de portada y mejor productor del año.

## Concepto
El álbum fue descripto como una obra conceptual y experimental, en la cual Nicki Nicole revela su costado más íntimo y aborda diferentes géneros musicales. La artista, en referencia a su trabajo, lo definió como una oportunidad para «mostrar oscuridad, plenitud, felicidad y todos los puntos de lo que una siente y realmente siento».
Los sonidos del álbum están inspirados en el bolero, el tango, el hip hop y la música electrónica. Alma está caracterizado por abarcar tres conceptos abstractos: el alma, el corazón y la mente. En referencia a esto, Nicole señaló que se lo llama «punto de encaje», ya que al estar en sintonía estos tres conceptos todo funciona. Además, la artista mencionó que su trabajo fue producto de un proceso de sanación relacionado con la dependencia emocional.
En relación con el título del álbum, Nicole mencionó que surgió a partir de un momento de su vida en el que sintió una falta de conexión consigo misma, su cerebro y corazón donde estaba apagada. En base a esto, manifestó que el disco «es la representación de su yo más transparente». En cuanto a la portada, comentó que el triángulo formado por sus manos refleja el punto de encaje de los tres conceptos que sostienen la idea del álbum.

## Recepción

### Comentarios de la crítica
Griselda Flores de la revista Billboard describió a Alma como «un álbum que se nutre de las emociones, la espiritualidad y la razón». Seguidamente, resaltó que «a diferencia de Parte de mí, lanzado hace dos años, este nuevo set es sonoramente menos experimental, pero sus letras son más crudas, maduras e íntimas» y «Nicki lleva a los fans en un viaje de autorreflexión». Además, destacó la pista de apertura «Ya no», diciendo que es «una conmovedora pero dramática balada liderada por un piano que pone de relieve su llamativa voz».
En una reseña positiva para el diario La Nación, Sebastián Chaves escribió que el disco «encuentra una unidad de sentido y una cohesión más evidente que en los anteriores; y por primera vez, la producción parece haber hecho foco en jugar en favor del estilo de la cantante rosarina».

### Listados
| Publicación   | Lista                           | Posición | Ref.   |
| ------------- | ------------------------------- | -------- | ------ |
| Rolling Stone | Los 100 mejores álbumes de 2023 | 92°      | [ 12 ] |

### Premios y nominaciones
| Año  | Premiación             | Categoría                    | Resultado | Ref.          |
| ---- | ---------------------- | ---------------------------- | --------- | ------------- |
| 2023 | Premios Grammy Latinos | Mejor álbum de música urbana | Nominado  | [ 13 ]        |
| 2024 | Premios Carlos Gardel  | Ingeniería de grabación      | Nominado  | [ 14 ] [ 15 ] |
| 2024 | Premios Carlos Gardel  | Mejor álbum de música urbana | Ganador   | [ 14 ] [ 15 ] |
| 2024 | Premios Carlos Gardel  | Mejor diseño de portada      | Nominado  | [ 14 ] [ 15 ] |
| 2024 | Premios Carlos Gardel  | Mejor productor del año      | Nominado  | [ 14 ] [ 15 ] |

## Lanzamiento y promoción
El 11 de mayo del 2023, Nicki Nicole anunció mediante sus redes sociales que Alma sería lanzado al mercado musical digital el 18 de mayo de ese mismo año. Fue precedido por la publicación de dos sencillos y sucedido por uno más.

### Sencillos
El 9 de marzo de 2023, Nicki Nicole publicó la canción «No voy a llorar» (estilizado como «No voy a llorar :')») como el primer adelanto de su trabajo discográfico. La lírica retrata un gran despecho y dolor de un amor que no será posible. La pista, según los fanáticos y los medios especializados, está inspirada en la ruptura de la artista con su expareja, el rapero y cantante argentino Trueno.
El segundo single titulado «¿Qué le pasa conmigo?» fue lanzado el 19 de abril en colaboración con el cantante español Rels B. La canción se caracteriza por los sondios del dembow y la letra habla sobre una relación tirante a causa de un tercero en discordia. Fue presentada por primera vez en vivo durante un evento musical en el Foro Sol en México ante más de sesenta y cinco mil personas.
Su siguiente sencillo fue el tema «Dispara» (estilizado como «Dispara ***») en colaboración con Milo J, que fue publicado el 17 de mayo, un día antes del lanzamiento oficial del álbum. La letra describe los desafíos que presenta la industria musical y la determinación que se debe tener para salir adelante. La pista es un hip hop que está compuesto sobre una base de boom bap.
El 25 de mayo de 2023, la canción «8 AM» fue lanzada como el cuarto y último sencillo del álbum acompañada por un video musical. Se trata de una colaboración con la rapera y cantante puertorriqueña Young Miko y la pista fue descripta como un «hip hop fractal».

### Gira musical
En junio de 2023, Nicki Nicole confirmó que se embarcaría en una gira de conciertos que comenzó el 24 de agosto de ese mismo año en Chile y después continuó con una serie de fechas en el Movistar Arena en Argentina. Luego, visitó Uruguay, México, Paraguay, Costa Rica, Bolivia, El Salvador, Guatemala, España y Colombia.

## Lista de canciones
- Alma – Edición estándar

| N.º   | Título                               | Escritor(es)                                                                    | Productor(es)               | Duración |  |
| 1.    | «Ya no»                              | Nicole Denise Cucco Santiago Alvarado Santiago Ruiz                             | Tatool                      | 2:51     |  |
| 2.    | «Dispara» (con Milo J)               | Cucco Camilo Joaquín Villarruel Alvarado Ruiz                                   | Tatool                      | 2:23     |  |
| 3.    | «No voy a llorar»                    | Cucco Pablo Díaz-Reixa Alvarado Ruiz                                            | Tatool                      | 2:58     |  |
| 4.    | «8 AM» (con Young Miko)              | Cucco Diego López Crespo Héctor Caleb López Jiménez María Victoria Ramírez Ruiz | Tatool Caleb Calloway Mauro | 2:27     |  |
| 5.    | «Se va 1 llegan 2»                   | Cucco Díaz-Reixa                                                                | El Guincho                  | 2:23     |  |
| 6.    | «Llámame»                            | Cucco Alvarado                                                                  | Tatool                      | 2:04     |  |
| 7.    | «¿Qué le pasa conmigo?» (con Rels B) | Cucco Brian Taylor Alvarado Ruiz                                                | Tatool                      | 2:47     |  |
| 8.    | «Tuyo (Cover) - una que quise hacer» | Cucco Rodrigo Amarante Alvarado Ruiz                                            | Tatool                      | 2:13     |  |
| 9.    | «Caen las estrellas» (con YSY A)     | Cucco Alejo Nahuel Acosta Migliarini Taylor Díaz-Reixa Alvarado Ruiz            | Taylor Tatool               | 2:25     |  |
| 10.   | «Tienes mi alma»                     | Cucco Alvarado Ruiz                                                             | Tatool                      | 2:07     |  |
| 24:43 |                                      |                                                                                 |                             |          |  |

## Posicionamiento en las listas
| Listas (2023)       | Mejor posición |
| ------------------- | -------------- |
| España (PROMUSICAE) | 19             |

## Certificaciones
| País      | Organismo certificador | Certificación | Ventas certificadas | Simbolización | Ref.   |
| --------- | ---------------------- | ------------- | ------------------- | ------------- | ------ |
| Argentina | CAPIF                  | Oro           | 10 000              | ●             | [ 36 ] |
| México    | AMPROFON               | Oro           | 50 000              | ●             | [ 37 ] |

## Historial de lanzamientos
| Región    | Fecha              | Formato(s)                 | Edición  | Sello(s) discográfico(s)           | Ref.          |
| --------- | ------------------ | -------------------------- | -------- | ---------------------------------- | ------------- |
| Varios    | 18 de mayo de 2023 | Descarga digital streaming | Estándar | Dale Play Records Sony Music Latin | [ 38 ]        |
| Argentina | 9 de marzo de 2024 | Disco de vinilo            | Estándar | Sony Music Latin                   | [ 39 ] [ 40 ] |